# Moravian Cemetery
Moravian Cemetery är en kyrkogård och begravningsplats i Staten Island, New York, som är en av New York Citys fem stadsdelar. Det är den största och äldsta ännu aktiva begravningsplatsen i stadsdelen, grundad 1740. 

## Kända personer som begravts på Morovian Cemetery
- Alice Austen (1886-1952), fotograf
- John Merven Carrère (1858-1911), arkitekt och medgrundare av arkitektbyrån Carrère and Hastings
- Paul Castellano (1915-1985), maffiaboss
- Frank J. LeFevre (1874-1941), politiker
- John L. O'Sullivan (1813-1895), journalist
- Anning Smith Prall (1870-1937), politiker
- Bradhurst Schieffelin (1821-1909), aktivist
- Stephen H. Weed (1831-1863), Brigadier General i Nordstatsarmén under Amerikanska inbördeskriget
- Paul Zindel (1936-2003), pjäs- och romanförfattare